# Isofluran

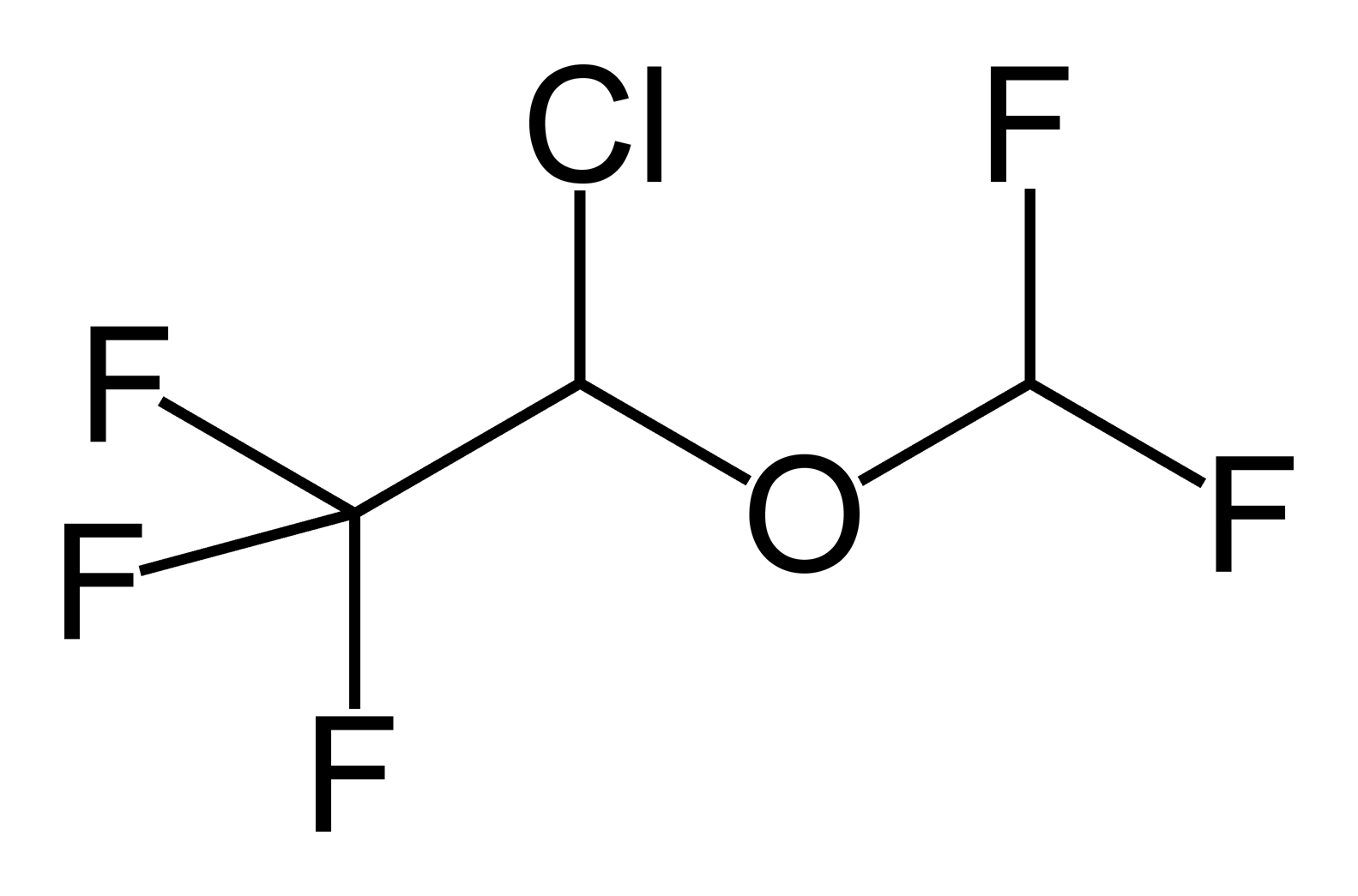
Strukturformel.

Isofluran (varunamn Isofluran Baxter och Forene) är ett anestetikum avsett för allmän inhalationsanestesi. Isofluran är en isomer till enfluran och således en halogenerad etylmetyleter med det kemiska namnet Difluorometyl-2,2,2-trifluoro-1-kloroetyleter. Lukten är eterliknande, unken och något stickande, vilket initialt begränsar möjligheten till snabb koncentrationsstegring. Isofluran har en god anestetisk effekt, induktionstiden är kort och uppvaknandet sker snabbt.
Isofluran skall bara användas av personer med adekvat utbildning i anestesiologi. Isofluran är likt andra fluraner en växthusgas, där isofluran är en starkare sådan än t.ex. sevofluran.